# 佃良彦
佃 良彦（つくだ よしひこ、1947年7月1日 - ）は、日本の経済学者。東北大学名誉教授。東北大学経済学部長、国立大学法人東北大学理事、日本金融・証券計量・工学学会会長などを務めた。

## 経歴・人物
茨城県稲敷市出身。1971年東北大学経済学部卒業。1973年東北大学大学院経済学研究科修士課程修了。1975年東北大学大学院経済学研究科博士課程単位取得退学、山形大学講師。1980年山形大学助教授。1985年テキサスA&M大学統計学博士（Ph.D.in Statistics）。1987年東北大学経済学部助教授。1989年東北大学経済学部教授。1992年The Tjalling C. Koopmans Econometric Theory Prize受賞。1999年日本金融・証券計量・工学学会会長。2002年ウェスタンオンタリオ大学客員教授。2008年東北大学大学院経済学研究科長・経済学部長。2012年国立大学法人東北大学理事（財務・キャンパス計画担当）。2013年退職。計量経済学、時系列解析、ファイナンス専攻。

## 著作
- 『日本の株価変動 : ボラティリティ変動モデルによる分析』（刈屋武昭, 丸淳子と共編著）東洋経済新報社 1989年
- 『経営統計学』（竹内清と共編）有斐閣 1990年
- "Temporal aggregation of financial time series in Taylor's model"（刈屋武昭と共著）一橋大学経済研究所1990年
- 『金融・証券数量分析入門』（刈屋武昭と共編著）東洋経済新報社 1991年
- 『会計情報分析のための統計的手法の開発とそれを用いた実証研究』東北大学 2006年
- 『金融危機とﾏｸﾛ経済 資産市場の変動と金融政策･規制』（小川一夫, 宮越龍義, 高橋豊治, 島田淳二, 本多佑三, 立花実,柳川範之, 平野智裕, 瀬古美喜, 隅田和人, 直井道生, 大竹文雄, 小原美紀, 高安秀樹, 福田慎一, 翁百合, 岩井克人と共著） 東京大学出版会 2011年